# Первая (шхуна, 1859)
«Первая» — парусная шхуна Сибирской флотилии Российской империи.

## Строительство
Парусная шхуна «Первая» была заложена в Николаевске в 1858 году и после спуска на воду 14 июля 1859 года (по другим данным 14 августа 1859 года) вошла в состав Сибирской флотилии России. Строительство вёл корабельный мастер Чикуров.

## Описание шхуны
Парусная шхуна с деревянным корпусом. Длина шхуны по сведениям из различных источников составляла от 26,75 до 26,8 метра, ширина от 7,5 до 7,52 метра. Вооружение состояло из четырёх орудий.

## История службы
С момента ввода в строй в 1859 году и до 1863 года шхуна использовалась для грузопассажирских перевозок между портами Дальнего Востока.
В 1863 году командовать шхуной назначен лейтенант Н. А. Наумов. В середине лета шхуна «Первая» была загружена в Николаевске грузом и почтой для доставки в Де-Кастри, Тагиль, Нижне-Камчатск и Петропавловский порт (ныне Петропавловск-Камчатский). Также были погружены груз, почта и бумаги для Александровского поста (ныне Александровск-Сахалинский) и Хакодате, которые в Де-Кастри были перегружены на транспорт «Японец». Из Де-Кастри шхуна перешла в Тагиль, где сдала груз и почту причитающиеся для этого поста. В Петропавловском порту, после разгрузки товара, на борт была погружена мука для Нижне-Камчатска. В Тагиля и Нижне-Камчатске командир должен был сделать опись портов, но плохая погода не позволила этим заняться. Из Нижне-Камчатска, обратно в Петропавловский порт был доставлен лес и почта. В Петропавловском порту «Первая» задержалась до 1 сентября и, после снаряжения, шхуна вышла с грузом для постов в Южном Приморье. На пути шхуну сопровождали сильные ветра и значительное волнение моря, так что постоянно приходилось заниматься ремонтом такелажа и шитьём парусов, а с 21 сентября началась полоса постоянных штормов, так что плаванье сильно замедлилось. 15 октября, при входе в Сангарский пролив, шхуне вновь пришлось стать на якорь для починки парусов и такелажа. Днём 16 октября шхуна пришла в Хакодате. После ремонта и пополнения запасов провизии и воды, 26 октября шхуна продолжила переход. Из Хакодате во Владивосток на шхуне также вышел купец Егор Дымченко с товаром на 1500 рублей. Утром следующего дня шхуна разбилась в Сангарском проливе.
Выдержки из рапорта лейтенанта Н. А. Наумова:

26-го октября, около 4 часовъ пополудни, для слѣдованія но назначенію во Владивостокъ при тихомъ WNW; вѣтеръ этотъ послѣ полуночи засвѣжѣлъ и началъ дуть сильными порывами, принудившими меня взять два рифа; но, несмотря на это, вскорѣ изорвало фокъ — его убрали; въ это время изорвало кливеръ, а пока его убирали и изготовляли фока-стаксель, изорвало и гротъ, подъ которомъ и пришлось остаться.
…теченіемъ и волненіемъ сильно сносило къ острову Нипонъ; вѣтеръ, снѣгъ и крупный градъ не позволяли починить парусовъ. При перемѣнѣ кливера выдернуло гинцы кливеръ леера; онъ запутался за фоковой дирикъ-фалъ до такой степени, что, при всѣхъ усиліяхъ очистить его не могли. Это мѣшало поднять фока-стаксель, а также и фокъ; но какъ шхуну сильно валило въ бокъ, то я рѣшился поднять фока-стаксель, на невытянутомъ кливеръ-леерѣ, съ разсчетомъ получитъ ходъ; но большая слабина леера отводила стаксель, и такимъ образомъ шхуну продолжало валить бокомъ…
Встать на якорь не было возможности; безпрерывно бросая диплотъ, глубина оказывалась 40 и 35 саженъ. За сильнымъ снѣгомъ и градомъ, береговъ пролива не было видно и только около 7 часовъ утра увидѣли подъ вѣтромъ берегъ въ 2 кабельтовыхъ; глубина 25 саженъ, грунтъ камень, и въ исходѣ 8 часа, находясь у мыса Арагава, встрѣтя глубину 14 сажень, бросилъ якорь-плехтъ, канату 25 сажень. Вслѣдъ за симъ шхуна получила ударъ о подводный камень, при этомъ выворотило брашпиль и удары начали повторяться безпрестанно, а шхуну подало къ берегу и она, усѣвшись вся на каменьяхъ, быстро стала наполняться водою, и начали отходитъ обшивныя доски. Спасать людей на шлюпкахъ нельзя было и думать, такъ какъ шхуна была окружена подводными и надводными скалами… Оставалось перебросить съ кормы на ближайшую скалу гротовой гикъ, и протянуть лееръ, держась за который, и перебираясь по одному человѣку верхомъ по гику, команда могла достичь скалы, а съ нея по другимъ скаламъ, весьма крутымъ и острымъ, а мѣстами и по горло въ водѣ, въ бродъ дойти до берега.
… Я думалъ спасти хронометры и другія болѣе цѣнныя казенныя вещи, но по трудности переправы сдѣлать этого не могъ, тѣмъ болѣе, что одинъ изъ перебравшихся уже на скалу, матросъ Пагудинъ, видя паденіе двухъ матросъ съ трудомъ борющихся въ волнахъ, хотѣлъ имъ помочь, но поскользнулся, ударился о камень и всплылъ только на 3-й день. Этотъ несчастный случай заставилъ меня пренебречъ спасеніемъ вещей, а поспѣшить переборкою людей на берегъ… многіе матросы, съ трудомъ добравшись до берега, лежали безъ чувствъ, а нѣкоторыхъ приходилось откачивать…
Перебравшись на берегъ неподалеку отъ мѣста крушенія шхуны, въ горахъ нашли юрту, въ которой и занялись согрѣваніемъ и просушкою бѣлья и платья… За ночь отдѣлило отъ шхуны ея носовую часть и снесло фокъ-мачту, а чрезъ день совершенно разбило на части. Тогда команда принялась обдирать мѣдь, собирать болты, для чего, не имѣя инструментовъ, я приказалъ сжигать части шхуны, прибиваемыя къ берегу. Предъ отъѣздомъ съ Нипона я поручилъ японцамъ достать канаты якоря, и что только окажется возможнымъ, обѣщая имъ заплатить. …28-го октября перешли въ деревню Усьтахи, въ 3-хь часовомъ разстояніи хода отъ мѣста разбитія шхуны… Здѣсь я пробылъ до пріѣзда японскихъ чиновниковъ изъ Хокодате, которые были присланы губернаторомъ, чтобъ помогать мнѣ, но они мало объ этомъ заботились и были ко мнѣ невнимательны; вся ихъ любезность была обращена на пріѣхавшихъ сюда консуловъ, англійскаго и французскаго. Для нихъ тотчасъ же отвели очень чистый храмъ, куда переселился и я, по приглашенію консуловъ. 9-го ноября, на лодкахъ перешли въ деревню Саи, изъ которой 12-го, на джонкахъ прибыли въ Хокодате, гдѣ первою заботою моею было помѣщеніе команды… Чрезъ посредство консула, я занялъ у губернатора 3000 долларовъ, для продовольствія команды и обзаведенія самыхъ, необходимыхъ вещей обмундированія, которое все почти погибло при крушеніи шхуны.

### Выводы комиссии
Комиссия военно-морского суда, собранная при штабе портов Восточного океана, пришла к выводу, что причиной крушения шхуны «Первая» стала полная вина капитан-лейтенанта Н. А. Наумова, так как: 1) командир не поставил бри-фок, и взяв во внимание скорость течения, и переменив курс к подветренной стороне берега мог вернуться в Хакодаде, при возникновении первых признаков неуправляемости шхуны; 2) командир не бросил оба якоря, при достижении глубины в 25 сажень, что позволило бы избежать сноса шхуны на рифы и переждать сильный порыв ветра.

## Командиры шхуны
Командирами парусной шхуны «Первая» в составе Российского императорского флота в разное время служили:
- Я. Т. Астафьев (1860—1863 годы)[5].
- лейтенант П. Л. Овсянкин (1862 год)[6];
- лейтенант Н. А. Наумов (В кампанию 1863 года до 26 октября (7 ноября) 1863 года)[7].